# Attilly
Attilly es una comuna francesa situada en el departamento de Aisne, de la región de Alta Francia.

## Demografía
| 411 | 376 | 376 | 378 | 401 | 397 | 391 | 373 |
| Para los censos de 1962 a 1999 la población legal corresponde a la población sin duplicidades (Fuente: INSEE [Consultar]) |     |     |     |     |     |     |     |